# Kim Swift

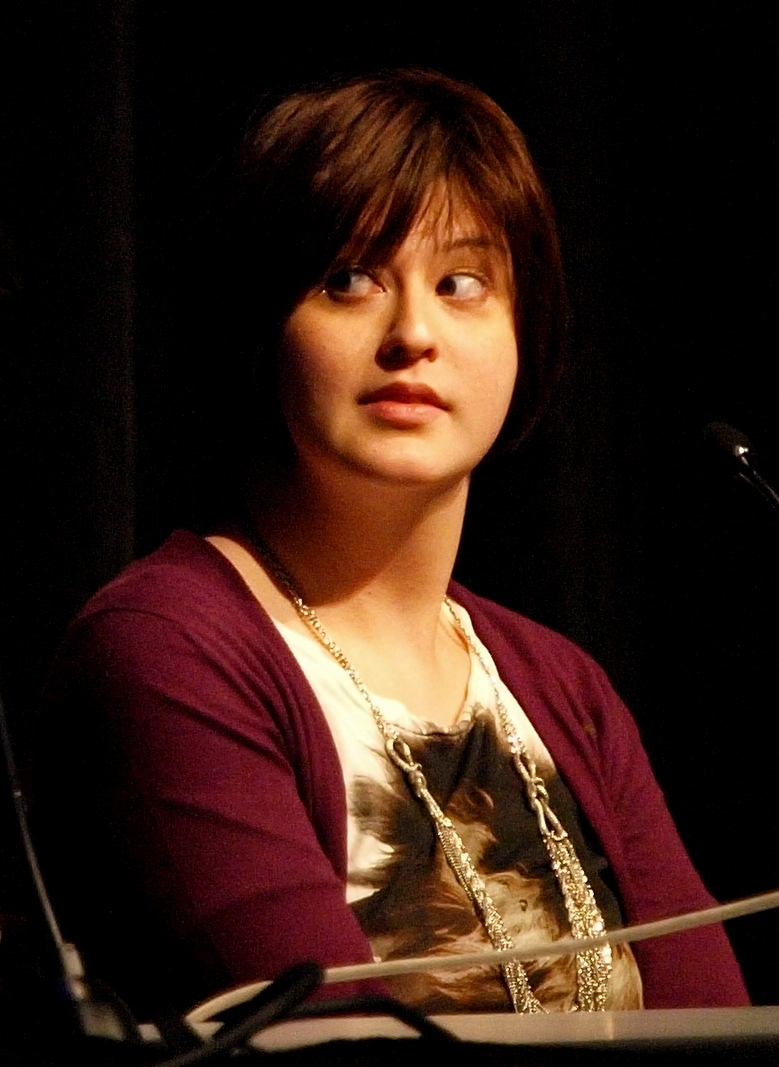
Kim Swift auf der Game Developers Conference 2010

Kimberly „Kim“ Swift (* 1983) ist eine US-amerikanische Computerspielentwicklerin. Zu ihren bekanntesten Arbeiten zählt ihre Mitwirkung an den Titeln Portal und Left 4 Dead für das US-amerikanische Entwicklerstudio Valve.

## Karriere
Kim Swift studierte am DigiPen Institute of Technology in Redmond (Washington). Zusammen mit Studienkollegen entwarf sie den Titel Narbacular Drop, der das Spielprinzip von Portal vorwegnahm. Das Spiel wurde dem Entwicklerstudio Valve präsentiert und führte dazu, dass Firmenleiter Gabe Newell dem Team eine Anstellung bot. Für Valve baute das Team das Konzept schließlich aus und schuf daraus das von Kritikern hochgelobte Portal. Kim Swift fungierte als Teamleiterin und Level Designer. Neben Portal war Swift auch in weitere Valve-Projekte involviert, darunter Left 4 Dead und dessen Nachfolger Left 4 Dead 2, wo sie auch eine leitende Funktion in der Entwicklung übernahm.
Im Dezember 2009 verließ Swift Valve, um sich dem unabhängigen Entwicklerstudio Airtight Games anzuschließen. In Kooperation mit Square Enix fungierte sie dort als leitende Entwicklerin des Titels Quantum Conundrum.

## Ludografie
- Rumble Box (2005)
- Narbacular Drop (2005)
- Half-Life 2: Episode One (2006)
- Portal (2007)
- Half-Life 2: Episode Two (2007)
- Left 4 Dead (2008)
- Left 4 Dead 2 (2009)
- Quantum Conundrum (2012)